# Голос улиц
«Голос улиц» (англ. Straight Outta Compton, дословно — «Прямиком из Комптона») — американский биографический фильм режиссёра Ф. Гэри Грея. Картина основана на реальных событиях и рассказывает о взлёте и падении хип-хоп-группы N.W.A. Название фильма пошло от названия дебютного альбома, вышедшего в 1988 году.
Премьера фильма прошла 10 августа 2015 года в Лос-Анджелесе, а уже 14 августа был выпущен к прокату в остальных кинотеатрах США. Картина получила положительные отзывы от многих кинокритиков и собрала более 201 млн $ по всему миру.

## Сюжет
Действие фильма начинается в городе Комптон, штат Калифорния, в 1986 году. Трое молодых людей, известных под псевдонимами Eazy-E, Dr. Dre и Ice Cube, озабоченные полицейским беспределом и расколом общества, не могут молчать. Они решают действовать и записывают песню в стиле рэп «Boyz-n-the-Hood», которая становится настоящим хитом. Вскоре они создают лейбл Ruthless Records с Dre в качестве продюсера. К ним также присоединяются DJ Yella и MC Ren, образуя группу N.W.A.
Eazy-E нанимает агента Джерри Хеллера, который должен управлять их группой. Во время записи в 1988 году своего дебютного альбома Straight Outta Compton группа подверглась преследованиям со стороны полиции, чем побудила Ice Cube сочинить песню «Fuck tha Police». Она стала весьма спорным хитом из-за откровенных текстов, поэтому в прессе её окрестили «гангста-рэпом». Во время концертного тура в 1989 году ФБР запрещает N.W.A исполнять «Fuck tha Police», поскольку она поощряет насилие в отношении правоохранительных органов. На концерте в Детройте, где рэперы пытаются исполнить запрещённую песню, полицейские пытаются арестовать их прямо на сцене, провоцируя тем самым бунт.
Из-за конфликта с Джерри Хеллером Ice Cube покидает группу. Его дебютный сольный альбом AmeriKKKa’s Most Wanted, записанный в 1990 году, становится хитом, что не нравится его бывшим коллегам из N.W.A. Они решают записать дисс-трек «100 Miles and Runnin», оскорбляя Ice Cube, на что он отвечает песней «No Vaseline», критикуя Джерри и своих бывших товарищей по группе, вызывая тем самым обвинение в антисемитизме. В это же время Ice Cube успешно пробует себя в качестве актёра, в 1991 году выходит фильм «Ребята по соседству».
Dr. Dre нанимает своим менеджером Шуга Найта, с помощью которого узнаёт, что Джерри Хеллер не доплачивает ему и остальным участникам N.W.A гонорары. Поэтому Dre покидает в 1991 году группу и вместе с Найтом организует свой лейбл Death Row Records. Дебютный сольный альбом Dre The Chronic (1992) расходится пятимиллионным тиражом. Dre начинает работать и с другими начинающими рэперами, в числе которых Snoop Dogg.
Eazy-E внезапно заболевает. Кроме того его огорчает большой успех его бывших товарищей по группе. А узнав, что Джерри Хеллер с самого начала воровал деньги группы, он увольняет Джерри и пытается вернуть бывших друзей Ice Cube и Dre. Они соглашаются возродить N.W.A, но записать совместный трек у них не получается, так как выясняется, что Eazy-E тяжело болен СПИДом. В марте 1995 года Eazy-E умирает.
Годом позже Dre покидает Death Row Records и Шуга Найта и организует собственный лейбл Aftermath Entertainment. Ice Cube становится киноактёром, в то время как Dr. Dre строит карьеру музыкального продюсера и предпринимателя. Основанную Dre компанию Beats Electronics, в 2014 году покупает Apple за $3 млрд.

## В ролях
| Актёр               | Роль                          |
| ------------------- | ----------------------------- |
| О’Ши Джексон-мл.    | О'Ши Джексон / Ice Cube       |
| Джейсон Митчелл     | Эрик Райт / Eazy-E            |
| Кори Хоукинс        | Андре Янг / Dr. Dre           |
| Элдис Ходж          | Лоренцо Паттерсон / MC Ren    |
| Нил Браун-мл.       | Антуан Карраби / DJ Yella     |
| Пол Джаматти        | Джерри Хеллер                 |
| Марлон Йейтс-мл.    | The D.O.C.                    |
| Александра Шипп     | Ким                           |
| Карра Паттерсон     | Томика Вудс-Райт              |
| Кори Рейнольдс      | Алонзо Уильямс                |
| Тейт Эллингтон      | Брайан Тёрнер                 |
| Анджела Элейн Гиббс | Дорис Джексон                 |
| Брюс Битти          | Хоси Джексон                  |
| Лиза Рене Питтс     | Верна Янг                     |
| Лакит Стэнфилд      | Келвин Бродус / Snoop Dogg    |
| Р. Маркус Тейлор    | Шуг Найт                      |
| Шелдон А. Смит      | Уоррен Гриффин III / Warren G |
| Тайрон Вудли        | T-Bone                        |
| Маркк Роуз          | Тупак Шакур / 2Pac            |
| Брэндон Лафурш      | Arabian Prince                |
| Ф. Гэри Грей        | Грег Мэк (камео)              |

## Производство

### Разработка
В марте 2009 года впервые было объявлено о планах New Line Cinema снять фильм об истории группы N.W.A. Продюсерами должны были стать Томика Вудс-Райт, Айс Кьюб и Доктор Дре. В мае 2010 года Андреа Берлофф взялась за сценарий к фильму. В апреле 2012 года Ф. Гэри Грей был назначен режиссёром. Грей уже работал с Айс Кьюбом над фильмом «Пятница», с Доктором Дре в «Вызове», а также снял множество видеоклипов для популярных хип-хоп-исполнителей (TLC, 50 Cent, Куин Латифа). B 2013 году Universal Studios стала дистрибьютором фильма.

### Кастинг
Первые кастинги начались в середине 2010 года. По слухам, Эрик Райт-младший (известный как Lil Eazy-E) должен был сыграть своего покойного отца, Изи-И. В феврале 2014 года режиссёр фильма объявил об открытом кастинге через свой аккаунт в Твиттере. Прослушивания прошли в Калифорнии, Атланте и Чикаго. 18 июня 2014 года студия Universal официально объявила о дате релиза 14 августа 2015 года и подтвердила участие в нём сына Айс Кьюба, а также Кори Хоукинса и Джейсона Митчела. 15 августа к команде присоединился Пол Джаматти, сыгравший менеджера группы, Джерри Хеллера. Помимо этого, в картине изображены два известных рэпера — Снуп Дог (его играет Кит Стенфилд) и Тупак Шакур — его роль исполняет дебютант Марк Роуз.

### Съёмки
Съёмки начались 5 августа 2014 года. Большинство сцен фильма снимали в Комптоне, штат Калифорния.

## Прокат и возрастные ограничения
Фильм содержит нецензурную лексику, сцены сексуального характера, насилия и употребления наркотиков.
Фильм вышел в США 14 августа 2015 года (10 августа в Лос-Анджелесе) и получил рейтинг R.
Премьера фильма в России состоялась 12 ноября 2015 года. Изначально предполагалось, что он получит название «Прямиком из Комптона» (поскольку такой перевод является более корректным), однако Universal Pictures остановилась на названии «Голос улиц». В России возрастное ограничение составляет 18+.

## Награды и номинации
- 2016 — номинация на премию «Оскар» за лучший оригинальный сценарий (Андреа Берлофф, Джонатан Херман, С. Ли Сэвидж, Алан Венкус)[15]
- 2016 — номинация на премию «Спутник» за лучший оригинальный сценарий (Андреа Берлофф, Джонатан Херман)[16]
- 2016 — номинация на премию «Выбор критиков» за лучший актёрский состав[17]
- 2016 — номинация на премию Гильдии киноактёров США за лучший актёрский состав[18]
- 2016 — номинация на премию Гильдии сценаристов США за лучший оригинальный сценарий (Джонатан Херман, Андреа Берлофф, С. Ли Сэвидж, Алан Венкус)
- 2015 — попадание в десятку лучших фильмов года по версии Национального совета кинокритиков США[19]